# Botnahraun
Botnahraun är en kulle i republiken Island. Den ligger i regionen Austurland, 300 km öster om huvudstaden Reykjavík. 
Trakten runt Botnahraun är nära nog obefolkad, med mindre än två invånare per kvadratkilometer. Det finns inga samhällen i närheten. Trakten runt Botnahraun består i huvudsak av gräsmarker.